# Over the Hedge
Over the Hedge är en amerikansk humorserie för dagspress, skapad av T. Lewis och Michael Fry 1995. Serien har bland annat gått i svenska gratistidningen Metro under namnet "Livet i Häcken" och i Serie-Paraden, kallad "Över Gränsen". Idag publiceras den vanligtvis under originalnamnet, bl.a. i Pondus. En animerad långfilm baserad på serien fick premiär till 2006 -- då med den svenska titeln På andra sidan häcken.

## Filmen
En animerad långfilm från DreamWorks baserad på serien släpptes 2006. Röstskådespelare inkluderar Bruce Willis, Garry Shandling, Steve Carell, Tommy Wimmer, Jenna Jameson, Tom Hanks, Nick Nolte, Catherine O'Hara, Eugene Levy, Wanda Sykes, William Shatner, Avril Lavigne, Allison Janney och Thomas Haden Church.